# Wenwu
Wenwu es un personaje ficticio interpretado por Tony Leung en la franquicia Universo cinematográfico de Marvel, un personaje compuesto basado en los personajes de Marvel Comics el Mandarín y Zheng Zu, pero que carece de los estereotipos históricamente negativos de Peligro amarillo asociados con estos personajes. En la franquicia, Wenwu es el enigmático y temido líder de la organización criminal Diez Anillos y el padre de Shang-Chi y Xialing. Wenwu utiliza los diez anillos legendarios, un conjunto de diez anillos de hierro místicos que le otorgan la inmortalidad y un poder inimaginable.
La organización Diez Anillos apareció por primera vez en la película de UCM Iron Man (2008) y desde entonces ha sido una parte central de UCM. Después de ser suplantado por Aldrich Killian y Trevor Slattery en Iron Man 3 (2013) y ser mencionado en el cortometraje All Hail the King (2014), Wenwu hizo su primera aparición en Shang-Chi y la leyenda de los Diez Anillos (2021). El personaje y la actuación de Leung han recibido elogios de la crítica, y algunos elogiaron a Wenwu como uno de los mejores villanos del UCM.

## Concepto y creación
Iron Man apareció originalmente en los cómics estadounidenses publicados por Marvel Comics. El personaje fue creado por Stan Lee y diseñado por Don Heck, apareciendo por primera vez en Tales of Suspense #39 (portada de marzo de 1963) En los cómics, el Mandarín es representado como un megalómano chino con aspiraciones de conquista mundial, pero que posee una fuerte sentido del honor. Aunque es un artista marcial altamente calificado y un genio científico, la fuente principal de los poderes del Mandarín son los diez anillos que adquirió de una nave espacial Makluan estrellada, y cada anillo posee un poder único y se usa en un dedo específico. La guerra interminable del Mandarín contra la civilización lo ha llevado a entrar en conflicto con Iron Man, quien finalmente se convertiría en su archienemigo.
El guionista Alfred Gough dijo en 2007 que había desarrollado una película de Iron Man para New Line Cinema que incluía al Mandarín como el villano, concibiendo al personaje como un joven terrorista indonesio que se hacía pasar por un rico playboy al que Tony Stark conocía.
Mientras trabajaba en Iron Man (2008), el director Jon Favreau omitió el Mandarín en favor de Obadiah Stane como el principal antagonista de la película, creyendo que el personaje y los elementos de fantasía de sus anillos parecían poco realistas y más apropiados para una secuela con un tono alterado.
En cambio, se hace referencia al Mandarín a través del grupo terrorista Diez Anillos en la película.
Las primeras versiones de la historia de Iron Man 3 (2013) presentaban al Mandarín como antagonista, pero el escritor Drew Pearce sugirió la idea de que el Mandarínera un impostor durante una de las sesiones de escritura, y el director Shane Black estuvo de acuerdo al convertirlo en actor. Esto llevó a la concepción de Trevor Slattery, un actor inglés fracasado contratado por Aldrich Killian y Advanced Idea Mechanics (AIM) para hacerse pasar por el mandarín, con Killian adoptando el manto del Mandarín como propio también. El giro que revelaba que el Mandarín era un impostor recibió elogios de la crítica y la reacción violenta de los fans; en respuesta a la recepción negativa, el cortometraje All Hail the King (2014) reconfirmó la existencia del Mandarín"real".
En el panel Convención Internacional de Cómics de San Diego de Marvel Studios en julio de 2019, Kevin Feige reveló que el Mandarín haría su debut oficial en Shang-Chi y la leyenda de los Diez Anillos (2021), con el aclamado actor de Hong Kong Tony Leung en el reparto. El nombre real del personaje "Wenwu" fue revelado por Feige durante el Día del Inversionista de Disney en diciembre de 2019. Después de décadas de intentar irrumpir en Hollywood debido al rechazo de papeles degradantes y estereotípicos, Wenwu es el primer papel de Leung en Hollywood.
Wenwu es un personaje original de Universo cinematográfico de Marvel que reemplaza al padre de Shang-Chi en los cómics originais, de quien Marvel Studios no tiene los derechos cinematográficos, sirviendo como un personaje compuesto de Fu Manchú y el Mandarín. Como resultado de que Marvel Comics perdiera más tarde los derechos sobre el nombre de Fu Manchú, sus apariciones posteriores le dan el nombre real de Zheng Zu, quien anteriormente fue representado como el Mandarín y el emperador de larga data de los en la región de K'un-Lun inspirada em wuxia de Battleworld en la continuidad de Secret Wars (2015), en la que derrotó a su hijo Shang-Chi después de derrotarlo en un torneo para decidir el próximo gobernante de K'un-Lun.
El diseño de los Diez Anillos de Wenwu se cambió de los anillos que se usan en los dedos en los cómics a los anillos de hierro de Hung Gar para evitar comparaciones con las Gemas del Infinito, mientras se inspira en The 36th Chamber of Shaolin (1978).

## Caracterización
Según el productor Jonathan Schwartz, Wenwu ha adoptado muchos nombres diferentes, incluido "El Mandarín", que señaló que venía con las expectativas de la audiencia. Schwartz describió a Wenwu como un personaje más complejo y en capas que la versión del cómic, y el director Destin Daniel Cretton agregó que había aspectos problemáticos de la representación del cómic del Mandarín que quería cambiar. Cretton sintió que Leung evitó los estereotipos asiáticos y una representación unidimensional al aportar humanidad y amor al papel. Leung describió a Wenwu como "un sociópata, un narcisista, un fanático", pero se negó a llamarlo villano y explicó que era "un hombre con una historia, que anhela ser amado".
Según el guionista David Callaham, "'El Mandarín' es un título que le han aplicado en el pasado personas que no entienden su cultura". El término mandarín designa un tipo de burócrata en China y wen y wu son un concepto de la filosofía china y de la administración china que une elementos civiles (wen) y militares (wu), asociando el propio Wenwu "mandarín" con "un plato de pollo" y mandarinas.
Wenwu también dice que también lo llamaban "Maestro Khan", un seudónimo utilizado en la continuidad principal. Esta es una posible alusión a la idea de que Wenwu es el mismo Gengis Khan. Antes de Shang-Chi y la Leyenda de los Diez Anillos, el logotipo de los Diez Anillos tenía escrituras en mongol. En Iron Man, Raza dijo:

El arco y la flecha alguna vez fue el pináculo de la tecnología de armas. Fue utilizado por Genghis Khan para forjar un imperio que se extendía por Asia, desde los bosques invernales de Ucrania hasta las costas orientales de Corea. Ahora, quien posea las armas fabricadas por Industrias Stark gobierna el mundo.

En All Hail the King, Jackson Norriss dice:

Entonces, quieres decirme que no conoces la historia del propio Mandarín. Era un rey guerrero. Generaciones de hombres inspirados a lo largo de la Edad Media, quizás incluso más atrás en el tiempo.

La organización Diez Anillos fue una creación original del Marvel Cinematic Universe; la organización se parece a Si-Fan de los libros de Sax Rohmer y la serie Master of Kung Fu. En la serie animada Iron Man: Armored Adventures, Gene Khan, el Mandarín lidera el Tong. Tong es el nombre de un tipo de organización criminal de inmigrantes chinos en Estados Unidos.

## Biografía

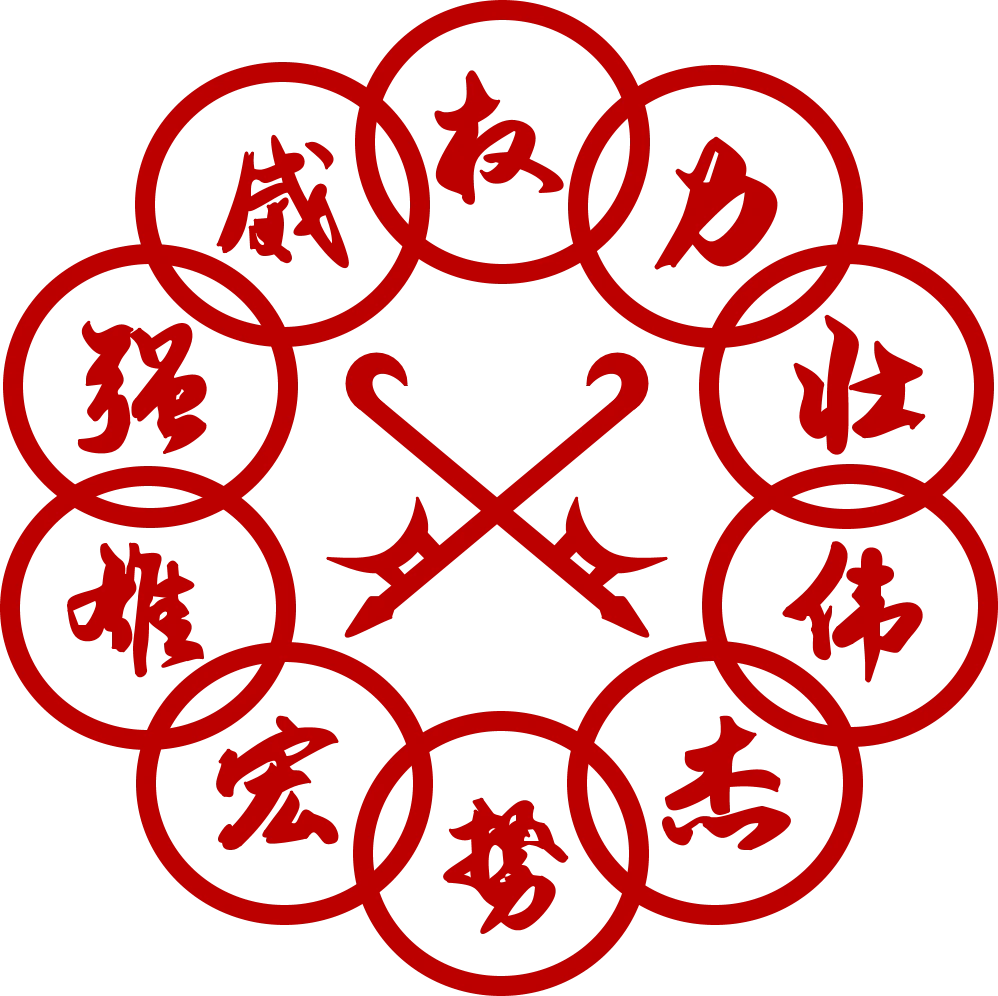
Logotipo de Diez Anillos

### Origen
Hace mil años, Xu Wenwu encuentra los Diez Anillos, armas místicas que otorgan inmortalidad y gran poder a su usuario. Wenwu reúne un ejército de guerreros llamado los Diez Anillos y conquista muchos reinos y derroca gobiernos a lo largo de la historia. En 1996, Wenwu comienza a buscar Ta Lo, un pueblo que se dice que alberga varias bestias míticas, para expandir su poder. Encuentra la entrada de la aldea, pero el guardián de la aldea, Ying Li, lo detiene y lo derrota. Wenwu y Li se enamoran; Prohibido establecerse en Ta Lo debido a su pasado de señor de la guerra, Wenwu se lleva a Li con él a su casa en China, donde se casan y tienen dos hijos, Shang-Chi y Xialing. Contento con su nueva vida, Wenwu renuncia a los diez anillos y renuncia a su estilo de vida criminal para estar con su familia.

### Ataques de imitación
En un esfuerzo por encubrir las explosiones provocadas por soldados sometidos al programa Extremis, Aldrich Killian y el grupo de expertos Advanced Idea Mechanics (AIM) contratan al actor inglés Trevor Slattery para interpretar a Wenwu en videos de propaganda que se transmiten al mundo donde él y los Diez Los anillos reclaman crédito por las explosiones. Al poseer un conocimiento limitado de la historia de Wenwu y basarlo solo en las leyendas del hombre, Killian crea la personalidad de "el mandarín" para Slattery, e incluso usa el título para sí mismo; Slattery es completamente ajeno al verdadero significado de sus acciones, creyendo que solo está protagonizando una película. Wenwu está indignado por la apropiación de su imagen y organización; Con Killian muerto debido a las acciones de Tony Stark, Wenwu hace escapar a Slattery de la prisión para ser ejecutado. Sin embargo, Wenwu se divierte con las actuaciones de Slattery y lo encarcela en su recinto como un "bufón de la corte".

### Reuniendo a su familia y muerte
Wenwu comienza a escuchar la voz de Li y le dice que está atrapada en Ta Lo. Wenwu envía a sus hombres a tomar los colgantes que Li les había regalado a sus hijos Shang-Chi y Xialing. Razor Fist lidera la misión para obtener el colgante de Shang-Chi durante un viaje en autobús en San Francisco.
Cuando esa misión fue un éxito, Wenwu envía a sus hombres a tomar el colgante de Xialing en su club de lucha en Macao, lo que conduce a una pelea resultante entre Shang-Chi y Xialing contra los agentes de Ten Rings liderados por Razor Fist y Death Dealer. Wenwu interrumpe la pelea y lleva a sus hijos y a la amiga de Shang-Chi, Katy, al recinto de los Diez Anillos.
Una vez en el recinto de los Diez Anillos, explica la situación de Li y usa sus dos colgantes para crear un mapa que revela la ubicación y la hora para ingresar a Ta Lo. Wenwu también revela sus planes para destruir la aldea después de liberar a Li y encarcela a sus hijos y a Katy cuando se niegan a seguir adelante con su plan. Más tarde, los tres escapan del complejo con Slattery y su hundun compañero Morris para advertir a Ta Lo de los Diez Anillos. En lugar de perseguirlo, Wenwu decide esperar hasta la fecha prevista para invadir Ta Lo.
Wenwu y sus fuerzas llegan a Ta Lo para destruir el sello que sujeta a su esposa, lo que provoca una batalla entre los Diez Anillos y los habitantes del pueblo. Shang-Chi intenta luchar contra Wenwu, pero es derrotado y arrojado a un lago. Guiada por la voz de Li, Wenwu comienza a romper el sello que la retiene en Ta Lo. Sin que él lo sepa, Wenwu está siendo manipulado por el Morador de la Oscuridad, que estaba usando la voz de Li para engañar a Wenwu para que destruya su sello con sus diez anillos. Revivido por el Gran Protector, el dragón guardián de Ta Lo, Shang-Chi usa sus nuevos poderes para desarmar a Wenwu. Sin embargo, el sello está lo suficientemente debilitado como para que el Morador escape. Al darse cuenta de que su esposa está muerta, Wenwu se sacrifica para salvar a Shang-Chi del Morador. Reflexionando sobre su tensa relación con Shang-Chi después de la muerte de Li, Wenwu, arrepentido, lega sus diez anillos a su hijo, quien los usa, el estilo de lucha Ta Lo y la ayuda del Gran Protector para destruir al Morador. Cuando los aldeanos sobrevivientes y los miembros de Ten Rings honran a los caídos, Shang-Chi enciende una lámpara de papel en memoria de su padre.
Tras la muerte de Wenwu, Xialing asume el liderazgo de los Diez Anillos, que reestructura para incluir también a mujeres luchadoras.

## Versiones alternativas
Una versión alternativa de Wenwu aparece en la serie animada de la temporada 2, What If...?

### Alianza con Hela
En un universo alternativo, Wenwu intenta, sin éxito, reclutar a Hela quién fue desterrada a la Tierra por Odín por su sed de sangre y despojada de su corona y sus poderes, para los Diez Anillos y ella escapa después de no poder robar los anillos. Más tarde, Odín ataca los Diez Anillos, pero Hela viene a rescatarlos después de haber cambiado de opinión mientras estaba en el reino místico de Ta Lo y derrota a Odín, recuperando su corona y el trono de Asgard. Posteriormente, los ejércitos de Asgard y los Diez Anillos se unen para formar un imperio de libertadores para garantizar la libertad en los Nueve Reinos y más allá. Esta fuerza combinada luego viene al rescate de la gente de Gamora mientras Thanos se prepara para masacrarlos.

### Encarcelado por el Doctor Strange
Xu Wenwu y los Diez Anillos de otro universo alternativo se encuentran entre los secuestrados por el Doctor Strange Supremo y encarcelados. Liberados por la Capitana Carter, participan en la batalla entre los prisioneros liberados con Wenwu luchando brevemente contra Black Panther Killmonger. Antes de regresar a su propio universo, Wenwu le da a Kahhori sus anillos para luchar contra el Doctor Strange.

## En otros medios

### Videojuegos
- Wenwu hizo su debut en videojuegos en Marvel Future Fight.
- Wenwu es un personaje jugable en Marvel Super War.